# Tân Tập, Hà Bắc
Tân Tập (chữ Hán giản thể:辛集市, pinyin: Xīnjí Shì, âm Hán Việt: Tân Tập thị) là một thành phố cấp phó địa thuộc địa cấp thị Thạch Gia Trang, tỉnh Hà Bắc, Cộng hòa Nhân dân Trung Hoa. Thành phố này có diện tích 951 ki-lô-mét vuông, dân số năm 1999 là 619.116 người. Mã số bưu chính là 052360 Mã vùng điện thoại là 0311.